# 西五陵
西五陵（：／）是韓國京畿道高陽市德陽區的一處帝王陵墓，為朝鲜王朝的皇室陵寢，由敬陵（경릉）、昌陵（창릉）、翼陵（익릉）、明陵（명릉）、弘陵（홍릉）五個王陵、后陵和兩個墓園，共七個部份組成。1970年被指定為大韓民國史蹟第198號；2009年作為朝鲜王陵的一部分登錄世界文化遺產。

## 王陵

### 敬陵
敬陵是朝鮮世祖第三子、朝鮮睿宗的兄長、成宗的生父桃源君(後追封德宗)與昭惠王后(소혜왕후；即仁粹大妃)韓氏合葬的王陵。

### 昌陵
昌陵是朝鮮睿宗與繼妃安順王后(안순왕후)韓氏合葬的王陵。

### 翼陵
翼陵是朝鮮肅宗的首任王后仁敬王后(인경왕후)金氏的后陵。

### 明陵
明陵是朝鮮肅宗與繼妃仁顯王后(인현왕후)閔氏及第二繼妃仁元王后(인원왕후)金氏的王陵。

### 弘陵
弘陵是朝鮮英祖的元妃貞聖王后(정성왕후)徐氏的后陵。

## 墓園
- 順昌園(순창원)是明宗的長子順懷世子(순회세자)的墓園。
- 大嬪墓(대빈묘)是肅宗的後宮張禧嬪(장희빈)的墓。日帝時代本墓曾被搬移。

## 參看
- 高陽西三陵
- 九里東九陵